# Катажина (Куявсько-Поморське воєводство)
Катажина (пол. Katarzyna) — село в Польщі, у гміні Пйотркув-Куявський Радзейовського повіту Куявсько-Поморського воєводства.
Населення — 58 осіб (2011).

## Демографія
Демографічна структура станом на 31 березня 2011 року:
|          | Загалом | Допрацездатний вік | Працездатний вік | Постпрацездатний вік |
| -------- | ------- | ------------------ | ---------------- | -------------------- |
| Чоловіки | 25      | 1                  | 18               | 6                    |
| Жінки    | 33      | 7                  | 18               | 8                    |
| Разом    | 58      | 8                  | 36               | 14                   |